# Mamen García
Mamen García (Ontinyent, 1947) és una artista valenciana que ha desenvolupat la seva carrera professional en teatre, televisió i música. És la mare del pianista Albert Sanz.

## Trajectòria
L'actriu ha participat en nombroses sèries com o Escenas de matrimonio, on interpretava a Brígida, així com La que se avecina, Cuéntame cómo pasó, Maniàtics, Socarrats, Les Moreres o Check-in hotel. A més ha participat en altres produccions televisives com Si yo fuera presidente, Corazón, La tarde i A media voz.
En teatre, ha format part del repartiment de Crisis de identidad, El diluvio que viene, Terapias, Norine, El hombre de La Mancha, Memory: de Hollywood a Broadway, Alarmas y excursiones i Zorba el griego, entre altres espectacles.
En 2010, va protagonitzar al costat de Jordi Ballester el curtmetratge GRP del director Vicente Bonet. Anteriorment, en 2004, protagonitza el curtmetratge El Señor Café y la Señorita Sacarina, dirigit per Carlos Carbellido i produït per la Universitat Jaume I.
L'artista no sols ha triomfat en cinema, teatre i televisió, sinó que també ha aconseguit l'èxit en el món de la cançó. Intèrpret i lletrista és a més productora dels àlbums Y yo también a ti i Marzo. Va ser vocalista del grup Patxinger Z. En 2010, va editar un nou disc titulat El Cofrecito.
Com a actriu de teatre i comèdia musical, ha merescut en dues ocasions el premi d'interpretació als Premis de les Arts Escèniques de la Generalitat Valenciana, en 2000 a la millor actriu pel seu paper de Leonor a Naturaleza y propósito del universo i en 2006 a millor actriu de repartiment per la psiquiatra Berta Bornikoff a Terapias. En el 2021 li van donar el Premi Berlanga a la Trajectòria Professional.

## Cinema i Televisió
- "Señoras del (h)AMPA". Producciones Mandarina. Telecinco. Personatge: Amparo Peláez
- "Ella es tu padre". Plano a plano. Telecinco.Personatge: Avelina
- "Las Chicas de Oro". TVE. Personatge: Madame Soraya (Episódico)
- "Cuéntame como paso". Grupo Ganga. TVE. Concursant
- "GRP Arxivat 2010-02-01 a Wayback Machine.". Vicente Bonet
- “Check-in hotel”. Conta Conta. Canal 9.
- “King Conqueror” Dir. José Luis Escribá. Prod. De Palacio Films.
- “El enigma Giacomo”. Personatge Gretel. Productora Matmedia.
- “Flor de mayo”, minisèrie de Candil Films. Dir. José Antonio Escrivá.
- “Escenas de matrimonio”. Personatge: Brígida Muro. Prod. Alba Adriática.
- “Maniàtics”. Prod. Albena Teatre. Canal 9. Personatge fix: Puri.
- “Socarrats”. Prod. Albena Teatre.
- “La que se avecina”. Prod. Alba Adriática. Personatge: Morgana.
- “Les moreres”. Estudios Valencia. Personatge fix. Canal 9.
- "PatxinguerZ", programa setmanal de F. G.ª Tola.
- "Si yo fuera presidente".
- "Corazón".
- "La tarde".
- "A media voz".
- "Tot per l'audiencia", Canal 9.
- "Benifotrem"
- "Qué punto". Globomedia. Tele 5.

## Teatre
- "Billy Elliot" (2017)
- "Éramos tres hermanas".
- “Crisis de identidad”. Rafa Calatayud. La Pavana.
- “Teràpies”. Rafa Calatayud. La Pavana.
- “Ubú”. Jaume Policarpo. Bambalina.
- “Hedda Gabler”. Rafa Calatayud. La Pavana.
- “Naturalesa i propòsit de l'univers”. Rafa Calatayud. Moma.
- "Norine" Rafael Calatayud. Les mans negres
- "El hombre de La Mancha".
- "Memory: de Hollywood a Broadway".
- "Incendiaris". Carles Alfaro.
- "Alarmas y excursiones". R. Calatayud.
- "Zorba el Griego". G. Tambascio.
- "El diluvio que viene". Miramón Mendi.
- "Taxímetros". Javier Ramos.
- "Luisa Fernanda” i “La tabernera del puerto". Miramón Mendi.
- Actuacions al Palau de la Música: “Quaranta Maula”, “La veu tancada” (Trobada del Mediterrani), “Tirant lo Blanc” i “Ilusiones” (de l'ONCE).
- “The Virgo of Visanteta Musical Story”.